# Verzuolo
Verzuolo is een gemeente in de Italiaanse provincie Cuneo (regio Piëmont) en telt 6379 inwoners (31-12-2004). De oppervlakte bedraagt 26,2 km², de bevolkingsdichtheid is 243 inwoners per km².
De volgende frazioni maken deel uit van de gemeente: Falicetto, Villanovetta, Papò, Chiamina, S. Bernardo, Pomerolo.

## Demografie
Verzuolo telt ongeveer 2655 huishoudens. Het aantal inwoners steeg in de periode 1991-2001 met 2,9% volgens cijfers uit de tienjaarlijkse volkstellingen van ISTAT.
| Jaar | Inwoneraantal |
| ---- | ------------- |
| 1991 | 6020          |
| 2001 | 6196          |

## Geografie
De gemeente ligt op ongeveer 420 m boven zeeniveau.
Verzuolo grenst aan de volgende gemeenten: Costigliole Saluzzo, Lagnasco, Manta, Pagno, Piasco, Savigliano, Villafalletto.